# Daniel Sánchez (biljarter)

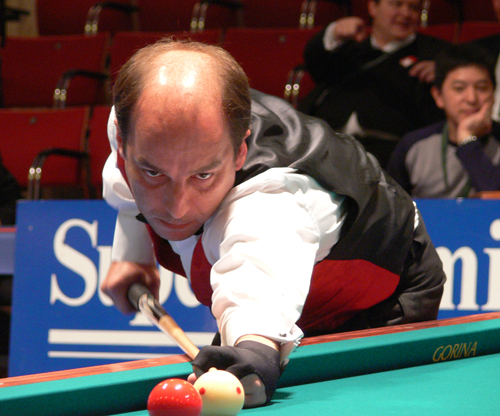

Daniel ("Dani") Sánchez (Santa Coloma de Gramenet, 3 maart 1974) is een Spaanse carambolebiljarter die gespecialiseerd is in het driebanden. 
In 1996 speelde hij voor het eerst de finale van het wereldkampioenschap driebanden en verloor daarin van Christian Rudolph. Hij behaalde de wereldtitel wel in 1998 door Torbjörn Blomdahl in de finale te verslaan en in 2005 ten koste van Jean Paul de Bruijn. In 2007 verloor hij de finale van de Japanner Ryuji Umeda.
In 2016 won hij de finale in Bordeaux van Kim Haeng-jik
Sánchez won het Europees kampioenschap driebanden in 1997 , 2000 , 2009 en 2022. Hij won in 2001 en 2005 het driebandentoernooi van de World Games, beide keren door Dick Jaspers te verslaan.